# Jānis Bērziņš (koszykarz)
Jānis Bērziņš (ur. 4 maja 1993 w Limbaži) – łotewski koszykarz, występujący na pozycji skrzydłowego, reprezentant kraju, od 2024 zawodnik Górnika Wałbrzych.
2 lipca 2020 dołączył do Stelmetu BC Zielona Góra. 14 lipca 2022 został zawodnikiem Legii Warszawa. 12 sierpnia 2023 zawarł umowę z Sewertronics Sokołem Łańcut.17 sierpnia podpisał umowę z Górnikiem Wałbrzych.

## Osiągnięcia
Stan na 6 grudnia 2023, na podstawie, o ile nie zaznaczono inaczej.

### Drużynowe
- Mistrz Łotwy (2012, 2015)
- Wicemistrz:
  - Polski (2021)[6]
  - Łotwy (2014, 2016)
  - ligi łotewsko-estońskiej (2019)
- Brąz ligi:
  - bałtyckiej (2012)
  - łotewskiej (2013)
- Zdobywca:
  - Pucharu Polski (2021)[7]
  - Superpucharu Polski (2020)[8]
- Uczestnik Adidas Eurocampu (2013)

### Indywidualne
- MVP miesiąca Ligi Bałtyckiej (styczeń 2013)
- Zaliczony do I składu kolejki EBL (11 – 2020/2021)[9]

### Reprezentacja
Seniorska
- Uczestnik:
  - mistrzostw Europy (2013 – 11. miejsce)
  - kwalifikacji olimpijskich (2016)

Młodzieżowe
- Wicemistrz Europy U–20 (2013)
- Uczestnik mistrzostw Europy:
  - U–20 (2012 – 6. miejsce, 2013)
  - U–18 (2011 – 10. miejsce)
  - U–16 (2009 – 9. miejsce)
- Zaliczony do I składu mistrzostw Europy U–20 (2013)